# Wilhelm Welter
Wilhelm Welter (ur. 24 stycznia 1913, zm. 29 maja 1946 w Landsberg am Lech) – zbrodniarz hitlerowski, członek załogi obozu koncentracyjunego Dachau i SS-Hauptscharführer.
Członek załogi Dachau od 1 stycznia 1940 do lipca 1943. Następnie od sierpnia 1943 do stycznia 1944 walczył na froncie wschodnim. Do Dachau powrócił na kilka miesięcy na przełomie 1944 i 1945. Welter kierował w obozie wydziałem odpowiedzialnym za pracę więźniów (Arbeitseinsatzführer).
Skazany na karę śmierci w procesie załogi Dachau przed amerykańskim Trybunałem Wojskowym. Wyrok wykonano przez powieszenie w więzieniu Landsberg pod koniec maja 1946.